# Estação Rondizzoni
A Estação Rondizzoni é uma das estações do Metrô de Santiago, situada em Santiago, entre a Estação Parque O'Higgins e a Estação Franklin. Faz parte da Linha 2.
Foi inaugurada em 31 de março de 1978. Localiza-se no cruzamento da Rodovia Central com a Avenida Rondizzoni. Atende a comuna de Santiago.